# Byumba
Byumba este un oraș  în  Rwanda. Este reședinta  provinciei  de Nord și a districtului Gicumbi.